# Willy Vannitsen

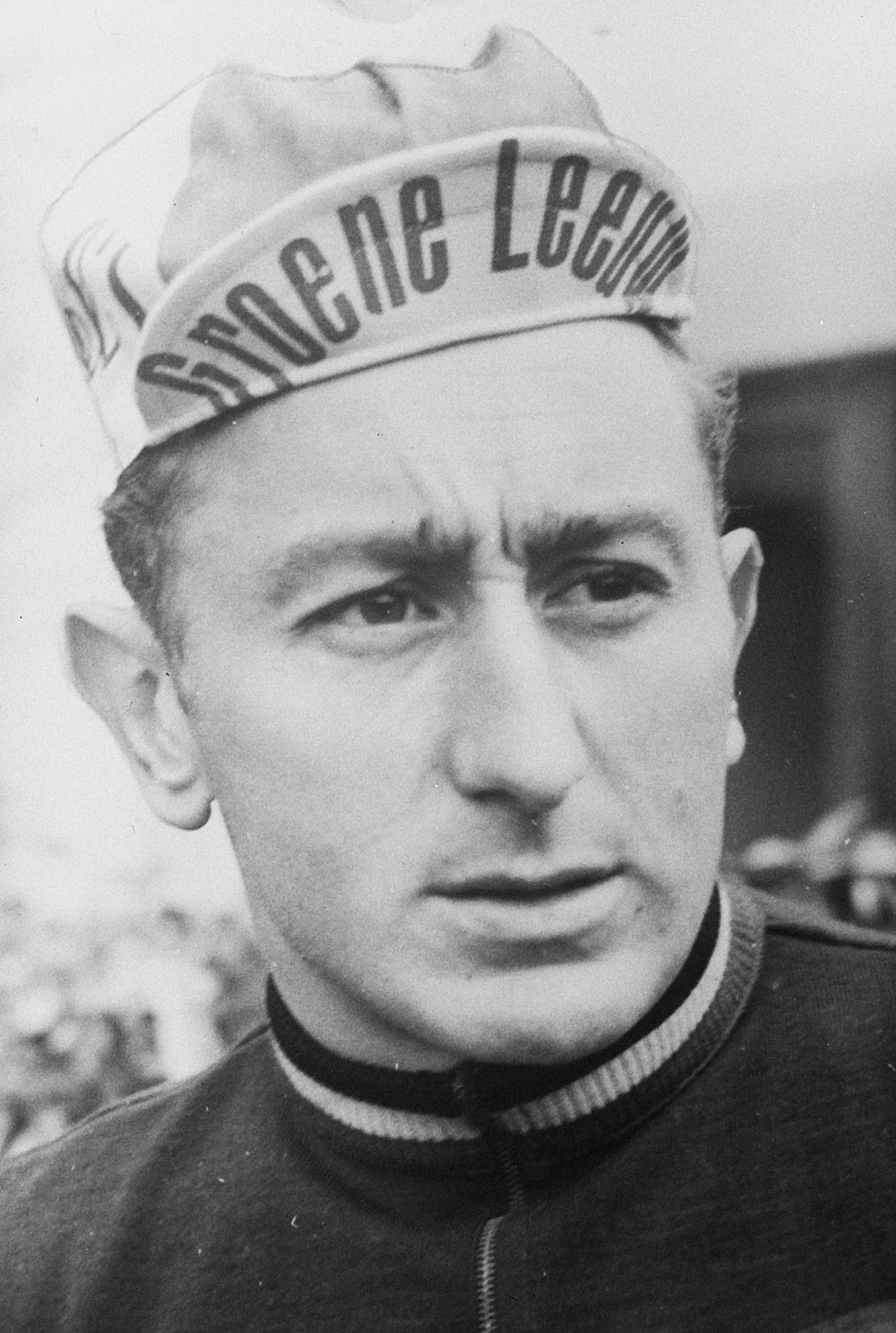
Willy Vannitsen under Tour de France 1962.

Willy Vannitsen, född den 8 februari 1935 i Jeuk, död den 19 augusti 2001 i Tienen, var en belgisk tävlingscyklist som var professionell från 1954 till 1966. På hans meritlista återfinns två etappsegrar i Tour de France och en i Giro d'Italia, tre segrar i Omloop van de Fruitstreek, två segrar i Ronde van Limburg, samt en seger vardera i Flèche Wallonne, Scheldeprijs, Tre Valli Varesine och Giro della Toscana bland landsvägsloppen och två segrar i sexdagarslopp bland bantävlingarna. Därtill är en andraplats i vardera  Lombardiet runt och Paris–Bryssel, samt en tredjeplats i Paris–Roubaix väl värda att nämna och i monumenten kom han topp 10 nio gånger på 16 starter.

## Meriter

### Landsväg
| 1954 Vinnare av Heistse Pijl 1955 4:a totalt i Belgien runt Vinnare av etapp 1 4:a i Omloop der Vlaamse Gewesten 1956 Vinnare av Omloop van de Fruitstreek 4:a i Milano–Sanremo 5:a totalt i Ronde van Nederland Vinnare av etapp 1 7:a totalt i Driedaagse van Antwerpen Vinnare av etapp 1 1957 Vinnare av Omloop van de Fruitstreek Vinnare av Ronde van Limburg 1958 Vinnare av etapp 1 i Giro d'Italia Vinnare av Giro della Toscana Vinnare av etapperna 2 och 3 i Paris–Nice Vinnare av Vijfbergenomloop 5:a i La Flèche Wallonne 1959 Vinnare av etapp 1 i Belgien runt Vinnare av etapp 1 i Paris–Nice–Roma 2:a i Giro di Lombardia 2:a i Paris–Bryssel 2:a i Milano–Mantova 6:a i Gent–Wevelgem 7:a i Milano–Sanremo 10:a i Liège–Bastogne–Liège 1960 Vinnare av Ronde van Limburg 2:a i linjelopp vid Belgiska mästerskapen 5:a totalt i Pijl van de Sportwereld Vinnare av etapp 1 |  | 1961 Vinnare av La Flèche Wallonne Vinnare av Tre Valli Varesine Vinnare av Milano–Vignola 8:a i Bryssel–Ingooigem 9:a i slutställningen av Super Prestige Pernod 1962 Vinnare av etapperna 10 och 15 i Tour de France Vinnare av etapp 2 i Tour de Luxembourg Vinnare av GP Dulieu 7:a i Flandern runt 7:a i Gent–Wevelgem 1963 Vinnare av Omloop van de Fruitstreek Vinnare av GP Union Dortmund 4:a i Flandern runt 7:a i Gent–Wevelgem 1964 Vinnare av etapp 2 i Paris–Nice 1965 Vinnare av Scheldeprijs Vinnare av etapp 5 i Paris–Nice Vinnare av etapp 4b i Ronde van Nederland 3:a i Paris–Roubaix 4:a i Flandern runt 5:a i Milano–Sanremo 6:a i Gent–Wevelgem 7:a i Ronde van Limburg 9:a i GP Pino Cerami 1966 6:a i Kampioenschap van Vlaanderen |

### Bana
| 1962/1963 2:a i madison med Peter Post 1955 3:a i sprint 1956 2:a i sprint 1957 2:a i sprint 1960 2:a i sprint 1963 3:a i omnium 3:a i madison med Arthur Decabooter |  | 1956/1957 3:a i Antwerpens sexdagars med Emile Severeyns och Rik Van Steenbergen 1957/1958 Vinnare av Bryssels sexdagars med Rik Van Looy 3:a i Paris sexdagars med Leon Van Daele och Fred De Bruyne 3:a i Gents sexdagars med Gerrit Schulte 1960/1961 Vinnare av Antwerpens sexdagars med Rik Van Looy och Peter Post 3:a i Bryssels sexdagars med Emile Daems 1962/1963 2:a i Bryssels sexdagars med Peter Post 2:a i Antwerpens sexdagars med Reginald Arnold och Peter Post |